# Тинъёган
Тинъёган (устар. Дин-Ёган) — река в России, протекает по Ямало-Ненецкому АО. Устье реки находится в 43 км по правому берегу реки Янгъёган. Длина реки составляет 21 км.
В 5 км от устья по правому берегу реки впадает река Дан-Ёган.

## Данные водного реестра
По данным государственного водного реестра России относится к Нижнеобскому бассейновому округу, водохозяйственный участок реки — Надым. Речной бассейн реки — Надым.
Код объекта в государственном водном реестре — 15030000112115300047712.